# Dwarda
Dwarda is een plaatsje in de regio Wheatbelt in West-Australië. Het ligt langs de rivier de Hotham, 131 kilometer ten zuidoosten van Perth, 182 kilometer ten noordoosten van Bunbury en 11 kilometer ten zuiden van Wandering.

## Geschiedenis
Ten tijde van de Europese kolonisatie leefden de Wiilman Nyungah Aborigines in de streek.
In 1912 vroeg de Wandering Road Board om een dorp op te meten aan de voorgestelde terminus van de Hotnam Valley Railway. De naam Dampier werd een tijd gebruikt voor het nevenspoor maar in 1913 werd de naam door Dwarda vervangen. Dwarda was een afkorting voor de naam van een nabijgelegen kreek, Dwardardine Creek. In 1914 werd Dwarda officieel gesticht en naar het nevenspoor vernoemd. Dwarda is een aborigineswoord en betekent dingo.
In de jaren 1940 was er een houtzagerij actief, gebouwd door JC "Charlie" Tucak.

## 21e eeuw
Dwarda maakt deel uit van het landbouwdistrict Shire of Wandering.
In 2021 telde Dwarda 30 inwoners.

## Transport
Dwarda ligt op enkele kilometers van de Albany Highway.